# Пули
Пули је пастирски пас панонске равнице. Верује се да је овај пас имао претке који су живели уз мађарска племена на истоку Урала, и отуда се са њима доселили у мађарске равнице у 9. веку. То је живахан и предузимљив пас. Има крзно у ресама које на одраслом псу чак може да личи на богату сукњу. Могу бити бели и црни. 

## Основно
- Мужјак
  - Висина: 39-45 cm
  - Тежина: 13-15kg
- Женка
  - Висина 36-42
  - Тежина 10-13

## Особине
То је веома гибак пас са добро развијеним мишићима и веома је цењен као овчарски пас. Поседује карактеристичну длаку претежно црне боје (може бити и у нијансама сиве, беле и боје кајсије) која је уваљана и подсећа на тзв. dreadlocksе (слично ужету) који чине крзно непропусним за воду. Због ове особине и знања да је ово пас који воли воду претпоставља се да је у прошлости коришћен за лов у мочварним подручјима (зову га и мађарски водени пас). Тело му је квадратично и мишићаво, глава округла, очи боје кафе, висеће уши, а реп је савијен над леђном линијом. Пули се веома мало лиња, па се треба водити велика брига око крзна да не би добило карактеристичан „мирис“. 
Животни век му је до 14 година.